# 真麻のドドンパッ!
『真麻のドドンパッ!』（まあさのドドンパッ）は、BS日テレで2016年10月3日から2017年9月29日まで放送された情報番組。

## 概要
かつて『さきどり!Navi』（月曜 - 木曜 10:30 - 11:25）や『NNNストレイトニュース』←『NNNニュースダッシュ』（平日11:30 - 12:00）（いずれも日テレNEWS24製作・BS日テレでも放送）が放送されていた時間帯に、5年ぶりに情報番組が復活する。ただし、先述した3番組とは異なり事前収録した番組となる。
毎月第1・2週に新作、毎月第3・4・5週は第1・2週のリピート放送となり、オープニングトークと直後の今日はドンな日?（2017年度は「真麻の日めくり」）のみを放送日に合わせたものに差し替えて放送する。

## 出演者
メインMC
- 高橋真麻（元フジテレビアナウンサー） - 高橋が帯情報番組の司会を務めるのはこれが初めて[3]。

## コーナー

### 帯コーナー
- 真麻の日めくり - ハマカーン（月曜日）、トップリード（火曜日）、ロケット団（水曜日）、ザブングル（木曜日）、磁石（金曜日）
  - 2016年までは「今日はドンな日?」というコーナー名だった。
  - 「ドドンパ爆笑軍団」と総称されている。
- 真麻の部屋へようこそ（ゲストトークコーナー）
- ドドンパッ!TIP体操 - 福池和仁・キャンパスクイーン（高倉優奈・脇田茉奈）（月曜日 - 金曜日）
- 真麻と昼カラッ（カラオケコーナー）
  - 特に月曜日は番組のテーマ曲である「東京ドドンパ娘」（1961年）をよく披露している。

### 曜日別コーナー
月曜日
- 突撃!隣の晩ごはん - ヨネスケ

火曜日
- 橋本マナミの温泉行こッ - 橋本マナミ

水曜日
- 高橋英樹の日本史侍 - 高橋英樹

木曜日
- 林家三平の下町グルメ - 林家三平

金曜日
- 平野レミ・明日香の嫁姑料理バトル - 平野レミ・和田明日香

## 主なスタッフ
- 企画・演出プロデュース：尼崎昇
- 構成：髙梨武志
- TM：木村博靖
- 技術協力：NiTRO
- 美術協力：日テレアート
- 音楽協力：NTVM
- 体操監修：ティップネス
- デスク：石井陽子
- 制作進行：飛戸亜紀（毎週）、冨宇加崚太、堀内有希、佐々木織恵、田邉千夏
- ディレクター：中野伸郎、佐伯直哉、牛嶋まなみ、中村篤人、高山利成、田中正亮（田中→制作進行の回あり）、畑中真治、湯澤晃、磯崎泰久、雪島正敬、豊田望、鈴木隼、大友孝行
- プロデューサー：井上由紀、鳥居良太（鳥居→以前は制作進行）、藤井純、神﨑裕子、大谷和久（毎週）／杉本理恵・佐藤陽代（週替り）
- チーフプロデューサー：玉井浩
- 制作協力：AX-ON、イカロス
- 製作著作：BS日テレ

### 過去のスタッフ
- TP：坂西敏明
- プロデューサー：立野千恵子
- チーフプロデューサー：西牟田知夫